# Cushing (Maine)
Pour les articles homonymes, voir Cushing.
Cushing est une ville du comté de Knox, située dans le Maine, aux États-Unis. 
Lors du recensement de 2010 sa population s’élevait à 1 534 habitants.
Selon le Bureau du recensement des États-Unis, la ville a une superficie totale de 26,05 milles carrés (67,47 km²), dont 19,24 milles carrés (49,83 km²) de terres et 6,81 milles carrés (17,64 km²) d’eau. Cushing, qui comprend aussi l’île Gay, est située sur la baie Muscongus, entre la rivière Meduncook à l’ouest et la rivière St. George à l’est.

## Source
- (en) Cet article est partiellement ou en totalité issu de l’article de Wikipédia en anglais intitulé « Cushing, Maine » (voir la liste des auteurs).